# Lendava
Lendava je město ve Slovinsku, správní centrum stejnojmenné občiny. Nachází se nedaleko slovinsko-chorvatsko-maďarského pomezí. Žije v něm 2954 obyvatel (stav k r. 2020). V obci žije i maďarská a chorvatská menšina.
V roce 1773 se v Lendavě usadili maďarští Židé. V 19. století zde vybudovali židovskou školu a synagogu, která patří se synagogou v Mariboru k jediným dvěma zachovaným synagogám ve Slovinsku. 